# Хунну
Хунну або Сюнну, Шюнну, чи Чунну, Жюнну  (від кит.: 匈奴, Xiōngnú; старокит.: /qʰoŋ.naː/) — конфедерація азійських тюркомовних кочових народів, що панувала в Азійському степу (Монголії, Маньчжурії, Туркестані та прикордонних із Китаєм районах) у III ст. до н. е.  — I ст. н. е.. Вели війни з китайською династією Хань. Для захисту від їхніх нападів на Китай імператор Цінь Шихуанді звелів побудувати Великий китайський мур. У війні з Китаєм консолідувалися у єдину державу, що підкорила сусідні кочові племена. У результаті воєн з Китаєм та племенем сяньбі, а також міжусобиць держава хунну розпалася.
Згідно з широко розповсюдженою думкою, частина хунну дійшла до Європи й, разом з уграми, створили початок новому народу, який у Європі відомий під назвою гуни. На думку інших дослідників насправді хунну ніколи  не були західніше Казахстану. Більшість хунну змішалася із північними китайцями, а інші — з племенами сяньбі.
Про хунну нам відомо зі стародавніх китайських джерел та з археологічних розкопок їхніх пам'яток, перші з яких були проведені наприкінці XIX — початку XX століття Юліаном Талько-Гринцевичем (суджинські могильники поблизу міста Кяхта), а потім найзначніші знахідки були знайдені на початку XX століття Петром Козловим (Ноїн-Улінські кургани в долині Селенги).

## Походження
У ІІІ тисячолітті до н. е. китайцями правив імператор Хуан-ді. Пращури китайців вели безперервні війни з іншими племенами, такими як жуни (жун) — «рудоволосі дияволи» та ді. Відзначено й племена «хунь-юй», ці племена жили в степах північніше від жунів.
Згідно з китайськими джерелами, коли приблизно 1764 р. до н. е. у Китаї була повалена династія Ся, Шун Вей (淳維), син останнього правителя династії Ся Цзе, тікав на північ разом зі своїми підданими. На південній околиці пустелі Гобі його зустріли племена сяньюй та хуньюй із часом змішались з ними. Не виключено, що племена південної околиці Гобі походили з стародавніх монголоїдних племен Китаю та тих європеоїдів, які у той час розселилися до Монголії.

## Перехід черезГобі

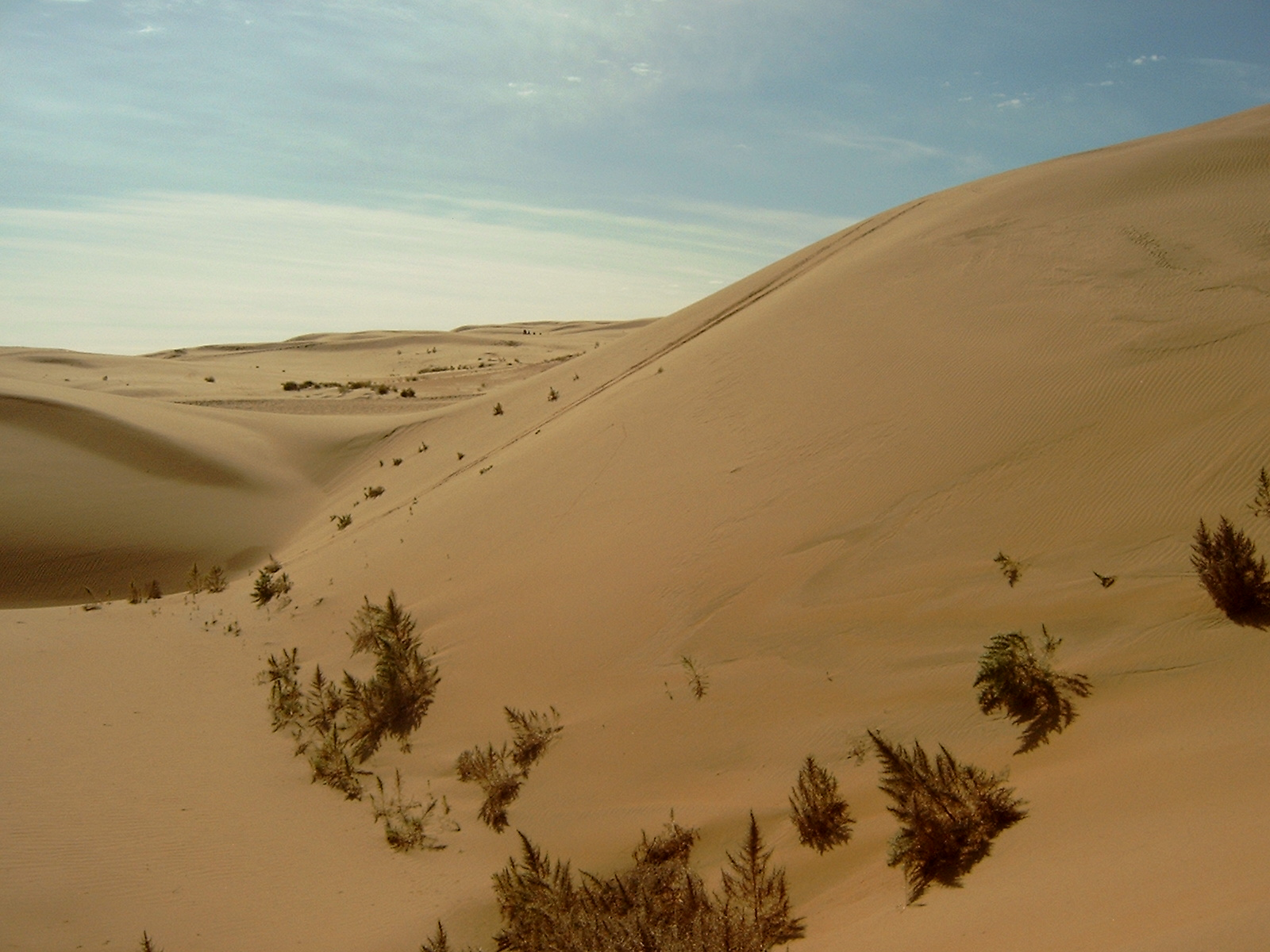
Північні околиці пустелі Гобі

У ХІІІ столітті до н. е. хунну почали поступово переселятися з південних околиць Гобі на північні. Лев Миколайович Гумільов вважав, що хунну самостійно освоїли кочове скотарство та навчилися перетинати пустелі. Також є версія, що хунну багато чого перейняли у індоєвропейських племен та розвинули їх навички.

## Початок нападів на Китай
За 300 років з моменту переселення на північ число хунну виросло й вони напали на Чжоу у 882 році до н. е. Китайці відбили напад, і про хунну не згадувалось протягом 500 років.

## Хуннська держава
У китайській історіографії хунну з'являються не раніше V століття до н. е., коли їх напади на осіле населення Північного Китаю спонукали китайців почати будівництво окремих укріплень, які надалі були об'єднані у Великий китайський мур. Загроза зі сторони хунну посилилася у III ст. до н. е., коли кочовики створили міцний племінний союз на чолі з правителем-шаньюєм. Хуннуська держава покривала значну частину Монголії та Південного Сибіру, простягаючись від Маньчжурії на сході до Паміру на заході.
Хунну були чудовими вершниками, а їхнє військо складалося з 300 000 кінних лучників. Колісницям, які становили основу китайської армії, було важко протистояти їхнім нападам. Будівництво Великого китайського муру було покликане убезпечити північні кордони Китаю від хунну, але ця задача не була повністю виконана. Китайські правителі намагалися схилити кочовиків до китайського способу життя багатими дарунками та дипломатією, більшість китайських принцес були віддані у шлюб хуннуським вождям.
Розгром хуннуської держави пов'язаний з іменем імператора У-ді, який привернув на свою сторону усіх ворогів хунну та зміг взяти ядро держави шаньюїв в лещата. Завдяки цим заходам китайці на порядок розширили свої знання відносно степових народів та свій вплив серед них, а держава хунну приблизно 51 р. до н. е. розкололася на дві частини: східні хунну визнали верховенство китайського імператора, а західні хунну були витіснені в Середню Азію. У цей період тріумфу ханьської державності імператор затвердив свою владу над територіями, які тепер складають Сіньцзян і Ганьсу.

## Устрій держави

### Шаньюй
Шаньюєм (найбільший) називали головного з 24 старійшин хунну. Спочатку шаньюя обирали на з'їзді старійшин, але Моде заснував династію шаньюїв. Вибори шаньюя збереглися, як умовна процедура при передачі влади новому шаньюю, який вказувався в заповіті попереднього.

### Хуннуські роди
Рід шаньюїв називався Сі Люань-ді. У хунну було три якнайповніших роди: Хуянь, Лянь, Сюйбу. По припущенню Гумільова рід 藍 «лань» — «синьо-зелений» походить від китайського принца Шун Вея. Шаньюй обирав дружин тільки з цих родів. Важливі посади у державі також передавалися всередині цих прізвищ, так, Сюйбу були суддями. Інші роди мали своїх старійшин, які мали у своєму розпорядженні власні війська.

### Чини у хунну
У китайських хроніках згадується наявність у хунну складної системи чинів. Вищі чини ділилися на «східні» — старші та «західні» — молодші. Вищі чиновники були все ближчі родичі шаньюя:
1. Чжукі-князь. Східний Чжукі-князь — зазвичай спадкоємець престолу
2. Лулі-князь
3. Великий предводитель
4. Великий Дуюй
5. Великий Данху.

Звичайні чиновники називалися «гудухоу». Чини у родової знаті не залежали від шаньюя.

### Право
Хунну користувалися Звичайним правом. Суд протікав у межах 10 днів. За напад або крадіжку покладалася смерть, були й інші покарання. Моде передбачив смертну кару за військові злочини. Існувало патріархальне рабство, нема згадок про боргове рабство та работоргівлю.

### Військова справа

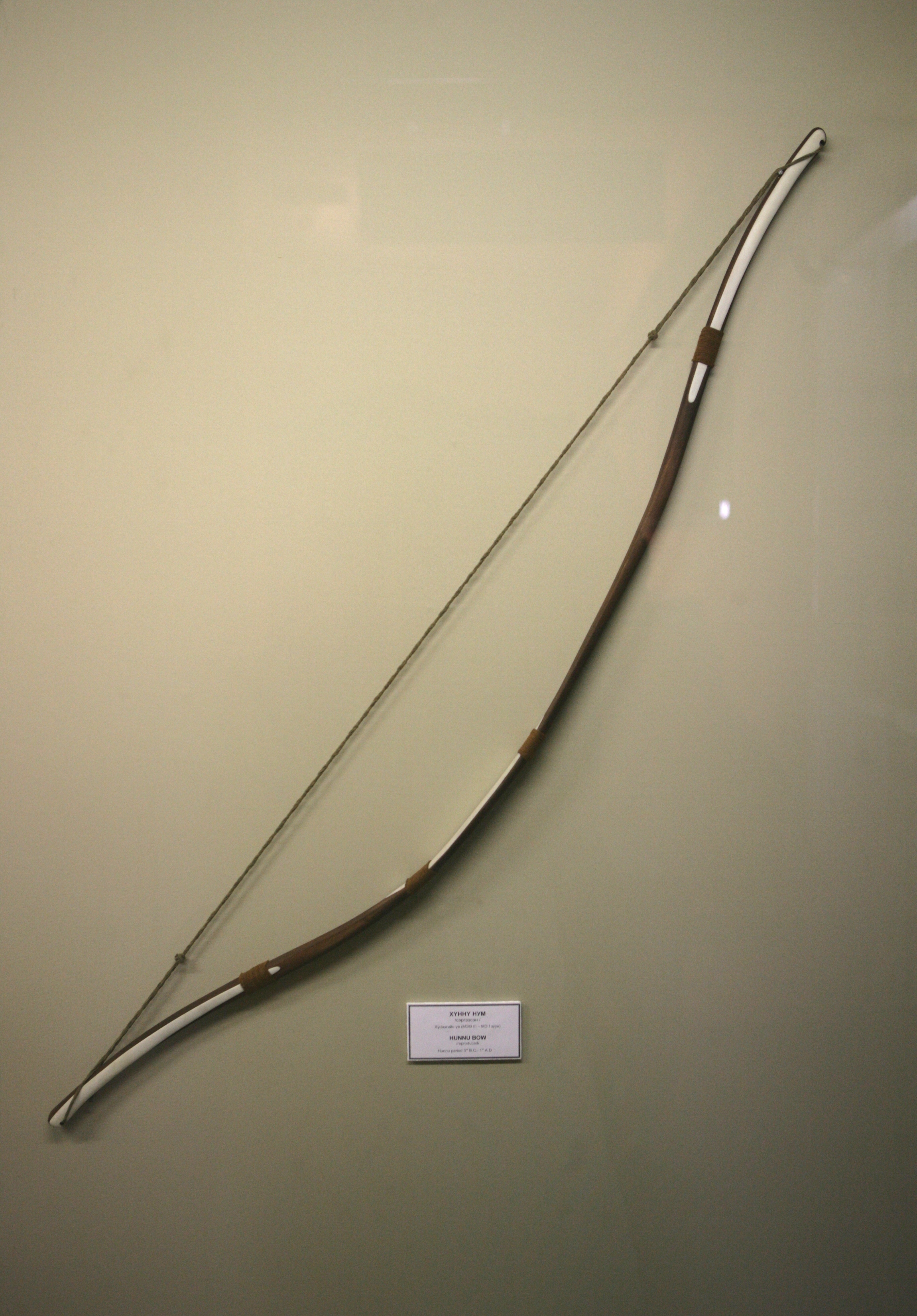
Відтворення лука хунну. Монгольський національний історичний музей

Кожний хунну був воїном. Військо хунну формувалося по родовій ознаці. Усього у війську хунну було 24 воєначальники, кожний з яких носив титул ваньці (темник) й командував десятитисячним загоном. Китайці оцінювали військо хунну у 300 000 вершників, головним чином кінних лучників. Цілком можливо що ця цифра завищена, як і в багатьох історичних документах Китаю. Хунну намагались вести маневрену війну, вимотуючи ворога та ведучи дистанційний бій у розсипному строю. Хунну успішно застосовували обхвати з флангів, помилкові відступи і засідки. Усе, що вдалося захопити, ставало власністю воїнів. Засоби дистанційного бою (луки та стріли, що були їхньою основною зброєю) та спорядження (сагайдак) були типовими для «кочовиків». У ближньому бою хунну билися мечами та короткими списами. Також використовувалися прямі однолезові палаші та кинджали. Воїни хунну носили лати з невеликих залізних пластин.

### Данина
Хунну не платили податки шаньюю до Лаошань-шаньюя. Шаньюй збирав данину з підкорених народів: дунху сплачували кіньми та шкірами, оази Туркестану — продуктами землеробства, тангути — залізом, хутром сплачували північні народи. Китайці іноді присилали коштовні «подарунки» — шовк та предмети розкоші. Доходи від видобутку і данину з підкорених народів не цілком потрапляли до скарбниці шаньюя. Перейшовши на сторону Хунну китайський євнух Юе навчив наближених до Лаошань-шаньюя як вести книги, щоб за кількістю обкласти податком народ, худобу і майно. Внаслідок цього було прийнято шаньюєм титулу «Народжений небом та землею, поставлений сонцем та місяцем, хуннський Великий шаньюй». Влада шаньюїв користувалася незаперечним авторитетом, тому недарма хунни поступилися своєю давньою свободою. У хуннском суспільстві настала епоха достатку і розкоші, але разом з тим і занепаду моралі.

## Хунну в Китаї
У міру ослаблення ханьської держави її правителі стали залучати вождів хунну для охорони північних меж Китаю. Ці збройні формування не раз піднімали зброю проти самих китайців. Їхнє втручання у внутрішні справи Китаю стало особливо активним після падіння імперії Хань і настання періоду трьох держав. 304 року один з воєначальників хунну, Лю Юань, проголосив себе шаньюем всіх федератів хунну і імператором держави Північна Хань. Право на це йому давало походження (по жіночій лінії) від ханьских імператорів Китаю. 329 року династія Лю Юаня була повалена іншим воєначальником хунну, Ши Ле.